# Juho Lammikko
Juho Lammikko (* 29. ledna 1996, Noormarkku) je finský lední hokejista, křídelní útočník. Od roku 2022 hraje za klub ZSC Lions, který působí ve švýcarské nejvyšší soutěži. Získal s ním mistrovský titul v sezóně 2023/24. Finskou ligu hrál za Porin Ässät a Oulun Kärpät. Zahrál si tři ročníky NHL, dva v dresu Florida Panthers, jeden za Vancouver Canucks. Celkem v NHL odehrál 159 utkání a zaznamenal 26 kanadských bodů. Povětšinou v zámoří ale působil na farmách (Kingston Frontenacs, Portland Pirates, Springfield Thunderbirds). V jediné sezóně nahlédl i do KHL, jako hráč Metallurg Magnitogorsk. S finskou reprezentací se stal mistrem světa v roce 2019 a v roce 2022. Zlato má i z mistrovství světa juniorů konaného roku 2016. Hrál i na MS 2023 (7. místo).